# The Mask (personnage)
 (mai 2014).
Si vous disposez d'ouvrages ou d'articles de référence ou si vous connaissez des sites web de qualité traitant du thème abordé ici, merci de compléter l'article en donnant les références utiles à sa vérifiabilité et en les liant à la section « Notes et références ».
Cet article concerne le personnage de the Mask décrit dans le film, la série animée et la série de comic Adventure of the Mask. Pour la version du comic original, voir The Mask.
The Mask, ou simplement Le Mask (Grosse Tête/Big Head dans le comic), est le héros de la série de comics The Mask, ainsi que du premier film et de The Mask, la série animée qui en sont adaptés.
Alors que les comics présentaient une version plutôt violente et assez sinistre, le film puis la série animée en ont fait une histoire plutôt tournée vers le côté comique. De même, dans le comic, le Masque est porté successivement par plusieurs personnages, alors qu'il reste essentiellement entre les mains d'Ipkiss dans le film et la série animée.
La description donnée ici correspond à celle du film, de la série animée et de la série de comics Adventures of the Mask, car celle du comic précédent est plus un ensemble de mini-séries autour du masque alors que les trois versions précédemment citées sont des histoires à part entière.

## Origine
Stanley Ipkiss était un modeste employé de bureau de la ville d'Edge City, homme sans histoire ni problème, vivant seul avec son chien Milo et fan de cartoons de Tex Avery. Malgré sa vie tranquille, il s'ennuyait, trouvant qu'elle manquait d'intérêt, et était sans cesse rabroué et blâmé par ses collègues de bureau. Un jour, en tentant de secourir un homme de la noyade, qui se trouvait être en fait un ensemble de déchets prenant la forme d'un corps, il trouva un étrange masque ancien confectionné dans du bois. Intrigué, il emmena le masque chez lui sans se douter qu'il s'agissait d'un ancien artefact nordique renfermant les pouvoirs de Loki, ancien dieu viking de la tromperie.
Stanley se rendit vite compte que cet objet était doté de propriétés surnaturelles permettant à son porteur de surmonter ses inhibitions sociales et qu'il lui suffisait de l'enfiler pour devenir « The Mask », un personnage burlesque, déjanté, sûr de lui et plein de ressources, capable de tout pour arriver à ses fins, à l'image de ce que Stanley était et voulait être au fond de lui-même.
Rapidement, l'employé de banque prit l'habitude de fréquemment utiliser le masque, d'abord pour régler ses problèmes, puis par extension pour affronter différents ennemis cherchant à s'emparer de l'objet. Cela le conduisit à devenir une sorte de super-héros, défendant Edge City et ses habitants.
Parmi les divers ennemis du Mask, on inclut Prétorius, un savant pouvant détacher sa tête de son corps en la plaçant sur des pattes d'araignées robotiques, et Walter (tiré du comic), un géant muet et impassible à la force surhumaine. On peut ajouter, dans une catégorie moins dangereuse, le lieutenant Kellaway, un policier qui s'acharne (en vain) à arrêter The Mask, le considérant comme criminel et dangereux pour la société.

## Description
The Mask est chauve, avec un visage vert sans oreilles visibles, un sourire éclatant et un complet jaune avec chemise blanche et cravate noire à pois, ainsi qu'un chapeau jaune à plume. Ce costume constitue sa tenue habituelle, mais il est capable de changer à volonté de vêtements, de forme et de stature, tout en gardant en général son visage vert.
Le Masque supprimant toutes les inhibitions de son porteur, il en alterne complètement la personnalité : à l'inverse de Stanley, qui est un homme timide, complexé et nerveux, The Mask est un personnage déjanté, plein d'assurance, d'humour et de ressources, charmeur et capable de tout sauf d'être sérieux. Dans la série animée, il agit aussi de manière assez irresponsable, se laissant facilement distraire de son objectif d'origine, et pouvant facilement aller s'amuser plutôt que de combattre les criminels.
Bien qu'il aime se moquer de la police qui le pourchasse sans arrêt, The Mask n'est pas un criminel ni un tueur, comme il l'était dans le comic original. Il agit soit par intérêt personnel, soit pour la justice, et constitue donc plus une sorte de super-héros avec de légères tendances anti héroïques dans le sens comique du terme. La seule fois où le Mask commet un délit est dans le film, lorsqu'il cambriole la banque où Stanley travaille le jour.

## Phrases favorites
Dans le film comme dans la série télévisée, The Mask prononce souvent des phrases particulières de façon récurrente qui sont restées célèbres. Ces phrases incluent « Ssssplendide ! » (« Smmoookin! » en VO) ou « Arrêtez-moi ou je fais un malheur ! » (« Somebody stop me! »). Très souvent aussi, lorsqu'il annonce son intention d'aller combattre des ennemis ou une autre intention honorable, il ajoute ensuite « Mais avant toute chose... » et part faire une autre action sans grande importance pour s'amuser.

## Pouvoirs
The Mask possède des pouvoirs incroyablement puissants, quasiment illimités et basés pour la plupart sur les gags de cartoons. Il en utilise une grande variété et il est probablement impossible d'en établir une liste claire. Mais on peut toutefois tenter de dénombrer ceux qu'il utilise le plus :
- Il peut changer à volonté de tenue et de physique en un instant, ne conservant que la couleur verte de son visage. Il adopte ainsi des déguisements de mousquetaire, de basketteur, d'agent secret, de chevalier, de danseur, de cuisinier… Le plus souvent, ces costumes confèrent certains pouvoirs spécifiques, liés au personnage qu'il incarne (voir section « Costumes et pouvoirs », plus bas). En quelques rares occasions (La Fiancée de Prétorius, Roulez Jeunesse, Le Congrès des Malfaiteurs…), il a aussi montré la faculté de se transformer avec une couleur de visage normale (généralement en mettant un autre masque par-dessus le sien). Il peut même se cloner (Le Magicien), ou altérer partiellement son corps, par exemple en transformant sa tête en perceuse et ses mains en scies circulaires.
- Il peut altérer la réalité autour de lui, défiant parfois les lois de la physique. Il le fait le plus souvent pour s'équiper d'objets normalement impossibles à porter sur soi (on le voit notamment sortir d'immenses maillets, bazookas ou autres de ses poches pourtant bien trop petites), transformer des objets (une voiture ordinaire en sa voiture personnelle, dotée de gadgets et de dons de transformations) ou faire tomber des objets (enclume, télévision…) sur ses ennemis.
- Il se déplace à une vitesse incroyable, généralement en tournant sur lui-même sous la forme d'une tornade jaune et verte totalement inarrêtable (un peu à la manière de Taz). Dans le même cadre, son agilité est bien supérieure à la normale et lui permet d'esquiver sans mal les attaques de ses ennemis.
- Il possède une force surhumaine, suffisante pour porter aisément des objets lourds, et peut à volonté s'étirer et changer de taille. On a pu le voir allonger son cou ou ses bras, se miniaturiser pour entrer dans le corps de Milo, augmenter la taille de ses muscles, etc.
- Il est invulnérable à tout type d'attaque, le seul moyen de l'atteindre étant d'éventuellement lui retirer le masque (ce qui, comme vu dans La Fiancée de Prétorius, est plutôt difficile). Même une bombe ne saurait venir à bout de lui. Certes, il peut être blessé en certaines occasions, notamment contre Walter, mais il s'en remet en quelques secondes, si bien qu'on peut se demander s'il ne fait pas semblant d'être touché pour plaisanter. Même les attaques surnaturelles, comme les pouvoirs de la Reine Gruyère, n'ont aucun effet définitif sur lui : il a même résisté à la création d'une réalité alternative en conservant sa mémoire et son existence lors d'un combat contre Dr. Chronos dans l'épisode A comedy of eras. Il peut aussi survivre dans l'espace comme le prouve l'épisode Rencontre du 3e type vert.
- Il peut influencer le comportement des autres. Dans le film, il incite par exemple les policiers qui le menacent à danser sur la chanson Cuban Pete avec lui et ceux-ci sont forcés de lui obéir comme s'ils étaient envoutés.
- Son intelligence est accrue proportionnellement à sa perte de santé d'esprit, d'inhibition et de sang-froid. On le voit dans certains épisodes créer lui-même et sans aide une crème permettant de rajeunir, un produit miniaturisant ou grandissant, ou encore une machine à voyager dans le temps et, malgré son apparente stupidité, il fait occasionnellement preuve d'intelligence.

En tant qu'objet, le Masque s'est aussi révélé incroyablement résistant, presque indestructible. Toutes les tentatives de Stanley pour le briser ont été vaines et, même après être passé sous plusieurs voitures et un rouleau compresseur, l'artefact est resté intact. Seul un coup de Walter s'est avéré suffisant pour briser le Masque en deux, et les deux morceaux se sont rassemblés par la suite en étant mis en contact l'un avec l'autre. Même brisé, le Masque fonctionne, si ce n'est qu'il ne transforme que la moitié de son propriétaire.
Jusqu'à présent, la seule faiblesse connue du Mask est le rhume ordinaire. Si le porteur attrape froid, cela affaiblit ses pouvoirs et entraîne à long terme la mort du Mask comme celle du propriétaire. Cependant, cette faiblesse n'a été mentionnée que dans la série télévisée ; dans le comic, on ne lui connaît aucune faiblesse notable.

## Costumes et pouvoirs
Comme cela est précisé, le Mask peut instantanément changer d'identité et certains de ses costumes lui confèrent des pouvoirs spécifiques :
-Mask catcheur : tenue de catcheur noire, souvent excessivement musclé. Sous cette forme, le Mask voit sa force considérablement augmentée.
-Mask Einstein : porte une tenue, une coiffure et une silhouette similaires à ceux d'Albert Einstein. Sous cette forme, son intelligence augmente, lui permettant de concevoir des inventions souvent farfelues, mais efficaces.
-Mask bricoleur : tenue de bricoleur brune. Le Mask possède de nombreux outils qui lui permettent de réparer ou construire des objets. Le Mask utilise ce costume dans "Télé-surfer" lorsqu'il combat pour la première fois le Zappeur.
-Mask cow-boy : tenue de cow-boy jaune avec un chapeau brun et un pantalon et un gilet à laine. Sous cette forme, il possède une grande dextérité pour le tir.
-Mask baigneur ou Mask plongeur : Respectivement Mask en maillot rayé rouge et jaune et Mask en tenue de plongée. Ces déguisements lui permettent de mieux nager sous l'eau et de respirer sous l'eau.
-Mask toréador : Sous cette forme, le Mask piège ses ennemis en cachant divers objets derrière sa muleta.
-Mask rambo : uniforme militaire musclé. Le Mask possède désormais des armes surpuissantes. 
-Super Mask 1 et Super Mask 2 : respectivement cape bleue avec un costume jaune avec un M rouge brodé dessus et cape remplacée par un grand M vert et costume rouge. Ces 2 déguisements permettent au mask de voler et d'augmenter la puissance de ses pouvoirs.
-Mask musicien : tenue de musicien cubain (chapeau à grelots, pantalon bleu, veste et bottes). Le Mask peut désormais forcer ses ennemis à danser comme s'ils étaient hypnotisés (il s'agit d'une référence évidente au film).
-Mask pilote : tenue de pilote automobile. Le Mask devient alors un as du volant.
-Mask avion : le Mask devient un avion (mais il conserve sa tête verte) et peut agir comme un avion supersonique.
-Mask alpiniste  : le mask porte un bonnet brun, un pull brun et des bottes d'alpinistes. Il possède tout un attirail pour l'alpinisme et peut grimper sur toutes les surfaces. 
-Mask bodybuilder :le mask est entièrement musclé tel un culturiste professionnel avec un maillot de posing rouge ou orange   

## Anecdotes
- Dans le comics originel, le Mask fonctionne aussi bien le jour que la nuit. En revanche, dans le film, le masque ne permet à son porteur de se transformer que la nuit (Loki étant une divinité nocturne) et fonctionne comme un masque ordinaire le jour. Ce détail est à nouveau supprimé dans la série animée où le pouvoir du Mask marche à nouveau le jour comme la nuit.
- Après la sortie du film et de la série animée, l'éditeur Dark Horse a sorti une nouvelle série de comics, Adventure of the Mask, qui cette fois suivait plutôt les deux précédents (tout en conservant quelques éléments de la BD originale) et s'orientait donc davantage vers l'humour. Un autre héros de Dark Horse, Ghost, apparaît dans cette série.
- Dans la série animée, The Mask fait équipe avec un autre personnage qui a aussi été interprété au cinéma par Jim Carrey, Ace Ventura. Leur rencontre s'étend sur deux épisodes, le premier dans The Mask et le second dans la série animée Ace Ventura.
- Le Mask a eu un fils dans Le Fils du Mask qui se prénomme Alvey. Ce dernier n'est qu'un bébé mais va en faire voir de toutes les couleurs à son père Tim car il a conservé les pouvoirs du Mask.

## Ressemblances
- Le personnage de The Mask n'est pas sans rappeler celui du Joker, ennemi du super héros Batman. D'ailleurs, la version de The Mask présentée dans le comic était assez proche de ce super-vilain : un être souriant en permanence qui agit avec humour noir et fait de ses actes une comédie plutôt macabre. La série de comics s'achève sur la BD Joker/Mask, où le Joker s'empare du Masque. Néanmoins, la version du film et de la série animée donne davantage une sorte de super héros, qui pourrait être vu comme une version positive du Joker.